# Jigme Singye Wangchuck
Jigme Singye Wangchuck (n. 1955) va ser el rei de Bhutan entre el 1972 i el 2006. Va pujar al tron el després de la mort del seu pare i fou coronat el 2 de juliol de 1974.